# Stazione di Pian Paradiso
La stazione di Pian Paradiso è una stazione della ferrovia Roma-Civita Castellana-Viterbo.
Si trova a Pian Paradiso, frazione del comune di Civita Castellana, in provincia di Viterbo.
Dal 1º luglio 2022 è gestita da ASTRAL.

## Storia
Nel 2003 la stazione fu teatro di un incidente: a causa del posizionamento errato del deviatoio, il treno fu instradato sul binario tronco e si schiantò su una gru di carico posta sopra un carrello. Persero la vita il macchinista e il capotreno. Nei pressi del binario tronco è presente un monumento commemorativo.

## Strutture e impianti
La stazione dispone di due binari e due banchine di sosta, sprovviste di pensilina. Il piccolo fabbricato viaggiatori su due piani è chiuso al pubblico e versa in stato di abbandono.
Presso la stazione si dirama un terzo binario di ricovero tronco elettrificato, in uso per la sosta di rotabili di servizio.

## Movimento
La stazione è servita dai treni regionali svolti da Cotral nell'ambito del contratto di servizio con la regione Lazio.